# Austroniscus norbi
Austroniscus norbi är en kräftdjursart som beskrevs av Jörundur Svavarsson 1982. Austroniscus norbi ingår i släktet Austroniscus och familjen Nannoniscidae. Inga underarter finns listade i Catalogue of Life.